# 徐振翰
徐振翰，河南省衛輝府延津縣人，清朝政治人物。同進士出身。
光緒二年（1876年），參加丙子恩科會試，得貢士第244名。殿試登進士3甲第71名。同年五月（6月3日），經吏部掣簽，授即用知縣。